# Noel Harrison
Noel John Christopher Harrison (Londra, 29 gennaio 1934 – Exeter, 19 ottobre 2013) è stato uno sciatore alpino, attore e cantante britannico.
Come sportivo gareggiò per la Gran Bretagna ai Giochi olimpici invernali di Oslo 1952 e Cortina d'Ampezzo 1956, ma è conosciuto principalmente per aver inciso negli anni sessanta il brano The Windmills of Your Mind, leitmotiv del film Il caso Thomas Crown.
Era figlio dell'attore Rex Harrison e della sua prima moglie Collette Thomas.

## Biografia

### Carriera sciistica
Era ancora adolescente quando iniziò a frequentare corsi di recitazione allo Ipswich Theatre avvicinandosi contestualmente alla musica e particolarmente all'uso della chitarra. Il suo principale interesse era tuttavia, a quell'epoca, lo sport e segnatamente lo sci alpino che praticava fin dall'infanzia durante soggiorni in Svizzera. Ancora in giovane età divenne membro della squadra nazionale britannica di sci della quale divenne campione di slalom gigante nel 1953) e fu inserito nella rappresentativa della Gran Bretagna ai VI Giochi olimpici invernali di Oslo 1952, in Norvegia, dove fu 58º nella discesa libera, 74º nello slalom gigante e non concluse lo slalom speciale.
Partecipò anche ai successivi VII Giochi olimpici invernali di Cortina d'Ampezzo 1956, in Italia, classificandosi 64º nello slalom gigante e 47º nello slalom speciale, mentre non prese mai parte a rassegne iridate.

### Carriera artistica
Congedato dal servizio militare negli anni cinquanta, stava per intraprendere la carriera di giornalista quando l'amore per la musica lo fece riavvicinare allo studio della chitarra. Una svolta riguardo al suo futuro avvenne con la partecipazione ad un programma della BBC Television, Tonight, come componente di un gruppo che si esibiva cantando a ritmo di calypso.
Dal 1966 al 1967 fu protagonista accanto a Stefanie Powers della serie televisiva Agenzia U.N.C.L.E., nel ruolo dell'agente segreto Mark Slate; in seguito prese parte a numerosi musical teatrali e, in ruoli secondari, a serie televisive, vivendo principalmente negli Stati Uniti.
Negli anni sessanta incise il brano musicale The Windmills of Your Mind, leitmotiv del film Il caso Thomas Crown, con Steve McQueen e Faye Dunaway, che vinse ai premi Oscar 1969 la statuetta per la migliore canzone originale. Il relativo singolo discografico entrò nella Top 10 delle classifiche di vendita di singoli nel Regno Unito.
Noel Harrison morì la notte del 19 ottobre 2013 all'ospedale di Exeter nel Devon, Inghilterra, per un infarto miocardico, dopo un'ultima esibizione.

## Filmografia parziale
- I due nemici (The Best of Enemies), regia di Guy Hamilton (1961)
- Troppo caldo per giugno (Hot Enough for June), regia di Ralph Thomas (1964)
- Le avventure e gli amori di Moll Flanders (The Amorous Adventures of Moll Flanders), regia di Terence Young (1965)
- A caccia di spie (Where the Spies Are), regia di Val Guest (1966)
- Take a Girl Like You, regia di Jonathan Miller (1970)
- Power - Potere (Power), regia di Sidney Lumet (1986)
- Déjà Vu, regia di Henry Jaglom (1997)

## Discografia parziale

### Album
- Noel Harrison at the Blue Angel (1960)
- Noel Harrison at Unika (1960)
- Noel Harrison (1966)
- Collage (1967)
- Santa Monica Pier (1968)
- The Great Electric Experiment is Over (1969)
- The World of Noel Harrison (1969 - compilation)
- Mount Hanley Song (1979)
- Live From Boulevard Music (2002 - concerto registrato in USA)
- Adieu, Jacques (2002 - musiche da uno spettacolo, in lingua francese)
- Hold Back Time (2003)
- Life is a Dream (2004 - compilation)
- From the Sublime to the Ridiculous (2010)[5]

### Singoli
| 1965                                                   | A Young Girl (Of Sixteen)  | — | 5 | 51 | Noel Harrison                         |
| 1967                                                   | Suzanne                    | — | — | 56 | Non inserita in album                 |
| 1969                                                   | The Windmills of Your Mind | 8 | — | —  | Il caso Thomas Crown (colonna sonora) |
| "—" indica distribuzioni che non entrate in classifica |                            |   |   |    |                                       |